# The Foreigner (2003)
The Foreigner (O Forasteiro título em português) é um filme estadunidense de 2003, do gênero ação dirigido por Michael Oblowitz e estrelado por Steven Seagal.

## Sinopse
O agente secreto Jonathon Cold (Steven Seagal) está na França, onde trabalha para o milionário Alexander Morquest (Philip Dunbar), mas planeja deixar o país e ir para a Polônia enterrar o pai recentemente morto. Morquest lhe pede um favor: entregar na Alemanha um pacote para Jerome Van Aiken (Harry Van Gorkum), outro milionário. O conteúdo secreto atrai vários assassinos e Cold percebe que tem de estar um passo à frente dos outros para permanecer vivo.

## Elenco
- Steven Seagal...Jonathan Cold
- Max Ryan...Dunoir
- Harry Van Gorkum...Jerome Van Aken
- Jeffrey Pierce...Sean Cold
- Anna-Louise Plowman...Meredith Van Aken
- Sherman Augustus...Sr. Mimms
- Gary Raymond...Jared Olyphant
- Philip Dunbar...Alexander Marquee
- Izabela Okrasa...Clarissa Van Aken